# 남자친구
남자친구(男子親舊)는 성별이 남자인 애인을 뜻한다. 대한민국에서는 흔히 남자친구를 남친으로 줄여 말한다. 이와 대비되는 용어는 여자친구이다. 단순히 성별이 다른 친구를 의미하는 남성 친구나 남자 사람 친구의 준말인 남사친과는 구분된다.

## 범위
비혼 관계에 있는 파트너는 때때로 중요한 다른 사람 또는 파트너로 설명되기도 하며, 특히 개인이 동거하는 경우에는 더욱 그렇다.
2005년에 낭만적인 파트너와 함께 살고 있거나 함께 살았던 115명의 21~35세 사람들을 대상으로 한 연구에서는 적절한 용어가 부족하면 질문을 피하기 위해 사회적 상황에 소개되지 않아 화를 내는 사람과 같은 어색한 상황으로 이어지는 경우가 많다고 지적한다.

## 같이 보기
- 애인
- 여자친구